# Antonio Ferraz Núñez
Antonio Ferraz Núñez (Gueñes, 28 de juny de 1929) és un ciclista basc, ja retirat, que fou professional entre 1953 i 1961. El 1967 i 1968 dirigí l'equip Ferrys. Com a ciclista destaquen en el seu palmarès una victòria d'etapa de la Volta a Espanya de 1957 i dos campionats d'Espanya de ciclisme en ruta, el 1956 i 1957.

## Palmarès
- 1954
  - 1r al Premi Loinaz
- 1955
  - 1r al G.P. Goierri
  - 1r al G.P. Múgica
  - 1r a Soraluze (P. Placencia)
  - 1r al G.P. Busturia
  - 1r al G.P. Ondarroa i vencedor d'una etapa
  - Vencedor d'una etapa de la Volta a Andalusia
  - Vencedor de 2 etapes del Gran Premi Ajuntament de Bilbao
- 1956
  -  Campió d'Espanya de ciclisme en ruta
  - Campió d'Espanya de regions (CR), amb Bizkaia
  - 1r al Circuit de Getxo
  - 1r al Campionat Basco-navarrès de muntanya
  - 1r a Billabona
  - Vencedor d'una etapa de la Volta a Astúries
  - Vencedor d'una etapa de la Volta als Pirineus
- 1957
  -  Campió d'Espanya de ciclisme en ruta
  - 1r al Trofeu Jaumendreu
  - Vencedor d'una etapa de la Volta a Espanya
  - Vencedor d'una etapa de la Volta a Astúries
- 1958
  - 1r al Gran Premi de Laudio
  - 1r al Circuito Liberacion (Los Corrales)
  - 1r al G.P. Barakaldo
- 1959
  - 1r al Gran Premi de Laudio

### Resultats a la Volta a Espanya
- 1956. 32è de la classificació general
- 1957. 20è de la classificació general. Vencedor d'una etapa
- 1958. 15è de la classificació general
- 1959. 41è de la classificació general

### Resultats al Tour de França
- 1957. Abandona (a etapa)